# Шериф за решёткой
Шериф за решёткой (словац. Šerif za mrežami) — фильм словацкого режиссёра Димитрия Плихты, снятый в 1965 году. Чёрно-белый. 

## Сюжет
Фильм-драма рассказывает о жизни в исправительно-воспитательной колонии для несовершеннолетних. Молодой Якуб попадает в колонию из ложной солидарности, признавшись в воровстве, совершённом «шерифом» их молодёжной шайки. Он надеется, что «шериф» оценит его жест и справедливо разделит всё награбленное между всеми членами шайки. Убеждённость в этом даёт Якубу силы терпеть невыносимые условия колонии. Однако реальность зачастую бывает куда более жестока, чем наивные идеалы и фальшивая дружба внутри шайки.
- Сценарий — Владимир Валента, Димитрий Плихта
- Оператор — Виктор Свобода
- Композитор — Штепан Коничек
- Режиссёр монтажа — Бедржих Водерка
- Звукорежиссёр — Вацлав Шквор
- Художник-постановщик — Юрай Червик старший
- Директор картины — Эуген Бобик.
- Продолжительность — 94 минуты.

## Съёмки
Появлению фильма предшествовал долгий сбор материала из различных исправительных колоний. Димитрий Плихта написал киноповесть под названием «Уголовники», в которой он отражает проблематику морально незрелой и сбившейся с пути молодёжи. Соавтором сценария фильма «Шериф за решёткой» был Владимир Валента, написавший в 1963 году сценарий к фильму словацкого режиссёра Яна Кадара «Подсудимый». Плихта как опытный документалист избрал беспристрастный и объективный взгляд на вещи, вызывающий у зрителя ощущение естественности происходящих на экране событий. Он не анализирует причины моральных проступков представителей молодёжи, а просто отражает суровость наказания за такие проступки.
Наряду с известными актёрами, такими как Вильям Полони, Златомир Вацек, Владимир Птачек, в фильме молодых преступников сыграли начинающие актёры из Братиславы, Брно и Праги — Отакар Прайзнер, Иржи Зедлмайер, Мартин Штепанек, Петр Свойтка.
Фильм снят в исправительной колонии для подростков в ныне не существующем чешском местечке Либковице, а также в окрестностях Братиславы.
Период съёмок — с 5 июля по 30 октября 1965 года. Бюджет фильма составил 2 286 000 чехословацких крон.
Премьера фильма состоялась 4 марта 1966 года.

## В ролях
- Отакар Прайзнер (Якуб Бартош)
- Штефан Капичак (Тадек)
- Франтишек Громада (Станда)
- Милан Княжко (Иван)
- Павел Маттош (Марио)
- Петер Вршанский (Юлек)
- Иржи Орнест (Фред)
- Вильям Полони (Фраер)
- Иржи Зедлмайер (Виктор)
- Карол Спишак (психолог)
- Мартин Штепанек (Карол)
- Петр Свойтка (Славек)
- Златомир Вацек (начальник колонии)
- Славомир Заградник (врач)
- Владимир Птачек (следователь)
- Славо Дрозд (начальник конвоя)